# Dialetto olandese di Pella
Il dialetto olandese di Pella (Pella Dutch) è un dialetto olandese parlato a Pella in Iowa, Stati Uniti d'America. Il dialetto usato da olandesi immigrati nella seconda metà del XIX secolo e dei loro discendenti.